# 스페이푸
스페이푸(중국어 정체자: 時佩璞, 간체자: 时佩璞, 병음: Shí Pèipú, 1938년 12월 21일 ~ 2009년 6월 30일)은 중화인민공화국의 경극 배우이자 스파이이다. 경극 여장 배우로 일했으며 프랑스의 외교관 베르나르 부르시코(Bernard Boursicot)에게 자신이 여성이라고 속이고 밀접한 관계가 되었다. 심지어 위구르에서 아이를 데려와 둘 사이의 아이라고 속였다. 그가 중국에 투옥된 뒤 상대로부터 프랑스의 외교 문서를 중국에 보내게 한 뒤 풀려났다. 프랑스로 가서도 잠자리를 회피하며 성별을 속이고 결혼 생활을 하다가 프랑스 당국에 스파이 행위가 드러나 감옥에 가면서 상대에게 성별이 드러났다.
그의 이야기는 M. 버터플라이로 연극화 및 영화화되었다.

## 어린 시절
스페이푸의 아버지는 대학 교수였고, 어머니는 학교 교사였으며 누나 두명이 있었다. 윈난성 쿤밍에서 자라났으며, 그곳에서 프랑스어를 배우고 운남 대학에 재학하였다. 운남 대학에서 문학 학위를 취득한 이후 17세에 경극 배우가 되어 어느 정도 인정을 받았다. 20대에는 노동자에 대한 각본을 썼다.

## 베르나르 부르시코와 관계
베르나르 부르시코는 20세에 주베이징 프랑스 대사관에서 회계사로 일하기 시작했다. 주베이징 프랑스 대사관은 6.25 전쟁 이후 중국에서 최초로 문을 연 서방 대사관이다. 부르시코의 일기에 따르면 그는 학교에서 다른 남학생들과 동성 성관계를 가졌으며 여성과의 사랑을 원했다고 한다. 스페이푸는 26세이던 1964년 12월 크리스마스 파티에서 부르시코를 처음 만났다. 당시 스페이푸는 남성적인 옷차림을 하고 있었다. 당시 스페이푸는 대사관 직원 가족들에게 중국어를 교육하는 일을 하고 있었다. 스페이푸는 부르시코에게 자신은 여성 경극 배우이지만 아들을 원하는 아버지에 의해 남성처럼 살게 되었다는 말을 하였다. 이 둘은 금세 비밀리에 성적인 관계가 되었다. 스페이푸는 부르시코에게 자신이 여성이라고 지속적으로 납득시켰다.
부르시코는 중국 당국에게 발각된 이후 기밀 문서를 제공하라는 압력을 받았다. 1969년부터 1972년까지는 베이징에서, 1977년부터 1979년까지는 몽골 인민공화국 울란바토르에서 500개가 넘는 문서를 가져갔다. 부르시코가 중국 밖에 있을 때에는 스페이푸와 드물게 만났지만 성적인 관계는 지속되었다. 스페이푸는 스두두(时度度)라는 4살짜리 남자아이를 데려가 자신들의 아들이라고 주장하였다.
부르시코가 스페이푸와 스두두의 입국 절차를 마련한 뒤, 그들은 1982년 파리로 이주하였다. 부르시코는 1983년 6월 30일 프랑스 당국에게 체포되었고, 스페이푸는 그 직후 체포되었다. 경찰 구속 생활 중 스페이푸는 의사들에게 자신의 성기를 숨겨 부르시코에게 자신이 여성임을 납득시켰다고 하였다. 스페이푸의 신체를 검진한 프랑스 의사들은 그가 고환을 몸쪽으로 올리고 음경을 뒤로 감싸 여성 외음부 형태로 만들 수 있다는 사실을 알아냈다. 또한 스페이푸는 자신의 아들이라고 하였던 스두두가 중국 신장 위구르 자치구에서 빈곤한 어머니가 돈을 받고 판 위구르족 입양아라고 밝혔다. 이 사실을 알게 된 부르시코는 스스로 목을 베어서 자살을 시도했지만 실패하였다. 이 긴 관계가 대중에게 공개되자 부르시코는 프랑스의 광범위한 조롱거리가 되었다.

## 구형
스페이푸와 부르시코는 간첩 행위로 1986년 징역 6년을 선고받았다. 스페이푸는 이 사건이 어처구니 없고 중요하지 않다고 여겨졌고, 프랑스와 중국 사이 긴장 관계를 완화하기 위해 1987년 4월 10일 프랑스의 대통령 프랑수아 미테랑에게 사면받았다. 부르스코는 같은 해 8월에 사면받았다.
스페이푸와 부르시코의 관계는 데이비드 헨리 황이 1988년 발표한 연극 M. 버터플라이의 주제가 되었다. 최초 브로드웨이 연극에서는 BD 웡이 스페이푸를 기반으로 해 만든 등장인물인 경극 배우이자 스파이 쑹리링(Song Liling) 역을 맡았다.

## 말년과 사망
사면 이후 스페이푸는 경극 배우로 계속 활동하였다. 그는 부르시코와의 구체적인 관계를 말하기를 꺼려했으며, 그가 '남성과 여성 모두를 매혹시켰다'라던가 '내가 누구였고 그들이 누구였는지는 중요하지 않다'와 같은 말을 했다. 스페이푸는 이후 부르시코와는 드물게 만나 대화를 했다. 하지만 스페이푸의 사망 몇 달 전, 스페이푸는 부르시코에게 아직도 그를 사랑한다는 말을 남겼다.
스페이푸는 2009년 6월 30일 70세로 파리에서 사망하였다. 입양한 아들 스두두는 이후 세 아이의 아버지가 되었다. 스페이푸가 프랑스 요양원에서 사망했다는 소식을 들은 부르시코는 "그는 내게 너무나도 많은 일을 저지르고는 아무 연민도 보여주지 않았다. 이제 새로운 게임을 시작하거나 슬픔을 보이는 것은 멍청한 일인 것 같다. 이제 모든 접시가 치워졌다. 나는 자유다."라는 말을 남겼다.